# About Kim Sohee
Pour plus de détails, voir Fiche technique et Distribution.
About Kim Sohee (hangeul : 다음 소희 ; RR : Daeum Sohee ; litt. « Prochaine So-hee ») est un film sud-coréen réalisé par July Jung, sorti en 2022.
Le film suit une lycéenne qui doit travailler dans le centre d'appel d'un opérateur téléphonique dans le cadre de son cursus scolaire. Elle ne peut se faire aux conditions de travail.
Il est présenté à la clôture de la Semaine de la critique du festival de Cannes 2022, dans la catégorie « Séances spéciales ».

## Synopsis
Sohee est une jeune fille douée pour la danse, sans en faire toutefois sa profession. Étudiante dans un lycée professionnel, elle doit avoir un travail dans le cadre de son cursus. Le stage qui lui est attribué consiste à prendre les appels des clients pour le compte d'un opérateur téléphonique.
Elle découvre rapidement qu'il s'agit moins d'informer et d'aider les clients que de les manipuler pour leur faire accepter des forfaits plus chers ou les empêcher de résilier leur abonnement. Les employés sont soumis à une pression constante pour améliorer leurs résultats.
Un jour, elle découvre, sur le parking de l'entreprise, que son chef d'équipe s'est donné la mort dans sa voiture, manifestement tiraillé entre la compréhension des difficultés des employés et l'obligation imposée par sa hiérarchie de tirer le plus possible de son équipe.
Sohee, en conflit ouvert avec la nouvelle cheffe d'équipe, cherche à abandonner ce travail, mais ne le peut pas à cause des obligations scolaires. Elle finit à son tour par se suicider en se jetant dans un lac.
La policière chargée de l'enquête pense d'abord à classer l'affaire, qui paraît être un cas assez banal de suicide pour raisons personnelles. Elle découvre toutefois que le suicide du chef d'équipe a été étouffé par les avocats de l'entreprise et par sa propre hiérarchie, alors qu'il avait laissé une lettre dénonçant les conditions de travail dans l'entreprise. Dès lors, elle mène une enquête approfondie auprès des proches de Sohee, de l'entreprise et de l'école, mettant au jour un système entier de manipulation dont les élèves sont les victimes.

## Fiche technique
Sauf indication contraire ou complémentaire, les informations mentionnées dans cette section peuvent être confirmées par la base de données KMDb
- Titre original : 다음 소희
- Titre international : Next Sohee
- Titre français : About Kim Sohee
- Réalisation et scénario : July Jung
- Musique : Jang Young-gyu
- Direction artistique : Choi Im
- Costumes : Kim Ha-kyung
- Photographie : Kim Il-yeon
- Son : Hwang Jeong-ho
- Montage : Lee Young-lim
- Production : Kim Ji Yeon
- Société de production : Crank-Up Film[1]
- Société de distribution : Solaire Partners
- Pays de production :  Corée du Sud
- Langue originale : coréen
- Format : couleur — 1,85:1
- Genre : drame
- Durée : 135 minutes
- Dates de sortie :
  - France : 25 mai 2022 (Festival de Cannes) ; 5 avril 2023 (sortie nationale)
  - Corée du Sud : 6 octobre 2022 (Festival international du film de Busan[3]) ; 8 février 2023 (sortie nationale)

## Distribution
- Kim Si-eun (ko) : So-hee
- Bae Doo-na : Yoo-jin, inspectrice de police
- Shim Hee-sub : Lee Jeon-ho, chef d'équipe du centre d'appels à l'arrivée de So-hee
- Choi Hee-jin : Lee Bo-ram, remplaçante de Lee Jeon-ho
- Yoo Jung-ho : le responsable du service SAVE du centre d'appels
- Park Woo-young : Dong-ho
- Jung Hoe-rin : Jeon-hee

## Production
Au début de janvier 2022, Bae Doo-na retrouve la réalisatrice July Jung, avec qui elle avait travaillé pour son premier long métrage A Girl at My Door (도희야, 2014).
Le tournage commence le 16 janvier 2022 et s'achève le 28 février de la même année.

## Sortie

### Accueil critique
En France, le site Allociné propose une moyenne de 3,8⁄5, fondée sur 19 critiques de presse.

## Distinctions

### Récompenses
- FanTasia 2022[8] :
  - Prix Cheval noir du meilleur film
  - 2e prix du public (argent) du meilleur film asiatique
- Tokyo Filmex 2022 : prix spécial du jury
- Festival international du film d'Amiens 2022[9] :
  - Mention spéciale long métrage
  - Mention spécial étudiants UPJV
  - Prix du public
- Festival international du film de Pingyao (en) 2022 : meilleur film[réf. nécessaire]
- Reims Polar 2023 : prix du jury[10],[11]

### Sélection
- Festival de Cannes 2022 : film de clôture de la Semaine de la critique